# Ufimsky (huyện)
Huyện Ufimsky (tiếng Nga: ? райо́н) là một huyện hành chính tự quản (raion), của Bashkortostan, Nga. Huyện có diện tích 1540 km², dân số thời điểm ngày 1 tháng 1 năm 2000 là 52900 người. Trung tâm của huyện đóng ở Ufa.